# Phacidium
Phacidium is een geslacht van schimmels behorend tot de familie Phacidiaceae. De typesoort is Phacidium lacerum.

## Soorten
Volgens Index Fungorum telt het geslacht 134 soorten (peildatum december 2021):
| Soortnaam                                | Auteur(s)                          | Publicatiejaar |
| ---------------------------------------- | ---------------------------------- | -------------- |
| Phacidium abietinum                      | Kunze & J.C. Schmidt               | 1817           |
| Phacidium abietis                        | Rabenh.                            | 1844           |
| Phacidium acharii                        | (Fr.) Spreng.                      | 1827           |
| Phacidium affine                         | Sacc. & Paol.                      | 1888           |
| Phacidium alneum                         | Wormsk. ex Fr.                     | 1823           |
| Phacidium alpinum                        | (Sacc.) E. Müll. & Arx             | 1955           |
| Phacidium angulatum                      | Fr.                                | 1818           |
| Phacidium arbuti                         | Cooke & Harkn.                     | 1885           |
| Phacidium ari                            | R. Ludw.                           | 1861           |
| Phacidium arundinaceum                   | Ces.                               | 1856           |
| Phacidium balsameae                      | Davis                              | 1922           |
| Phacidium betulae                        | (Rehm) Sacc.                       | 1928           |
| Phacidium betulinum                      | Mouton                             | 1900           |
| Phacidium billbergiae                    | Li Zeng & P.K. Chi                 | 2002           |
| Phacidium brunneolum                     | Peck                               | 1878           |
| Phacidium buxi                           | Franq.                             | 1845           |
| Phacidium buxi                           | Lasch                              | 1847           |
| Phacidium calderae                       | (Urries) Crous                     | 2014           |
| Phacidium capsulare                      | Schwein.                           | 1832           |
| Phacidium carbonaceum                    | (Fr.) Fr.                          | 1823           |
| Phacidium castagneanum                   | Mont.                              | 1856           |
| Phacidium caulincola                     | Schwein.                           | 1832           |
| Phacidium cicatricola                    | Fuckel                             | 1874           |
| Phacidium commune                        | Feistm.                            | 1874           |
| Phacidium compactum                      | Fr.                                | 1849           |
| Phacidium coronatum                      | Fr.                                | 1815           |
| Phacidium corticale                      | Schwein.                           | 1832           |
| Phacidium costatum                       | Fr.                                | 1818           |
| Phacidium cytisi                         | Fuckel                             | 1871           |
| Phacidium dearnessii                     | DiCosmo, Nag Raj & W.B. Kendr.     | 1983           |
| Phacidium depressum                      | Hook. ex Berk.                     | 1839           |
| Phacidium dianthi                        | Fuckel                             | 1870           |
| Phacidium dicosmoanum                    | Tanney & Seifert                   | 2018           |
| Phacidium elegans                        | Berk. & M.A. Curtis                | 1875           |
| Phacidium elegantissimum                 | Berk. & M.A. Curtis                | 1875           |
| Phacidium eryngii                        | Fuckel                             | 1870           |
| Phacidium eucalypti                      | G.W. Beaton & Weste                | 1977           |
| Phacidium eugeniarum                     | Heer                               | 1855           |
| Phacidium exasperans                     | Schwein.                           | 1832           |
| Phacidium expansum                       | Davis                              | 1922           |
| Phacidium faciforme                      | Tanney & Seifert                   | 2018           |
| Phacidium falconeri                      | Henn.                              | 1903           |
| Phacidium fennicum                       | Butin                              | 1984           |
| Phacidium feroniae                       | Ettingsh.                          | 1869           |
| Phacidium fimbriatum                     | J.C. Schmidt                       | 1817           |
| Phacidium fimbriatum                     | Fr.                                | 1828           |
| Phacidium fimbriferum                    | Fr.                                | 1832           |
| Phacidium foliicola                      | (Lib.) W.J. Li & K.D. Hyde         | 2020           |
| Phacidium friesii                        | Ces.                               | 1851           |
| Phacidium geographicum                   | J. Kickx f.                        | 1867           |
| Phacidium glandicola                     | Schwein.                           | 1832           |
| Phacidium gmelinorum                     | Heer                               | 1859           |
| Phacidium grande                         | DiCosmo, Nag Raj & W.B. Kendr.     | 1983           |
| Phacidium grevilleae                     | Crous & M.J. Wingf.                | 2015           |
| Phacidium hemisphaericum                 | Fr.                                | 1823           |
| Phacidium heteromelis                    | W. Phillips & Harkn.               | 1884           |
| Phacidium ilicis                         | (Fr.) Fr.                          | 1818           |
| Phacidium ilicis                         | Lib.                               | 1837           |
| Phacidium innumerum                      | (Massee) Crous                     | 2019           |
| Phacidium integerrimum                   | Fr.                                | 1815           |
| Phacidium italicum                       | W.J. Li, Camporesi & K.D. Hyde     | 2020           |
| Phacidium jacobaeae                      | Fautrey & Roum.                    | 1892           |
| Phacidium juglandis                      | R. Ludw.                           | 1861           |
| Phacidium lacerum                        | Fr.                                | 1818           |
| Phacidium laciniatum                     | Fr.                                | 1828           |
| Phacidium laevigatum                     | Fr.                                | 1849           |
| Phacidium latebrosum                     | Quél.                              | 1885           |
| Phacidium lauri                          | (Sowerby) Crous & D. Hawksw.       | 2014           |
| Phacidium lignicola                      | Peck                               | 1912           |
| Phacidium lunatum                        | DiCosmo, Nag Raj & W.B. Kendr.     | 1983           |
| Phacidium luridum                        | Berk. & M.A. Curtis ex W. Phillips | 1891           |
| Phacidium maderense                      | Petr.                              | 1929           |
| Phacidium marantaceae                    | Henn.                              | 1907           |
| Phacidium medicaginis                    | Lasch                              | 1853           |
| Phacidium mirabile                       | Cooke                              | 1891           |
| Phacidium mollerianum                    | (Thüm.) Crous                      | 2014           |
| Phacidium multiforme                     | R. Ludw.                           | 1861           |
| Phacidium myrtophylli                    | Engelhardt                         | 1891           |
| Phacidium negundinis                     | Tehon & E.Y. Daniels               | 1925           |
| Phacidium nervisequum                    | Ces.                               | 1848           |
| Phacidium nigritulum                     | Rehm                               | 1900           |
| Phacidium nigrum                         | Cooke                              | 1883           |
| Phacidium nitidum                        | Welw. & Curr.                      | 1868           |
| Phacidium occultatum                     | Kirschst.                          | 1935           |
| Phacidium palaeocassiae                  | Ettingsh.                          | 1867           |
| Phacidium patella                        | (Sommerf.) Fr.                     | 1828           |
| Phacidium patellaria                     | Fr.                                | 1849           |
| Phacidium persistens                     | Gaudich.                           | 1905           |
| Phacidium philadelphi                    | Niessl                             | 1858           |
| Phacidium phomatoides                    | (Mont.) Mont.                      | 1856           |
| Phacidium pini                           | Fuckel                             | 1870           |
| Phacidium pithyum                        | Kunze                              | 1817           |
| Phacidium platani                        | Schwein.                           | 1832           |
| Phacidium plicatum                       | Fr.                                | 1828           |
| Phacidium plinthis                       | (Fr.) Fr.                          | 1828           |
| Phacidium poacitum                       | A. Braun                           | 1875           |
| Phacidium polygoni                       | Rostr.                             | 1891           |
| Phacidium populi                         | Lasch                              | 1857           |
| Phacidium populi                         | Bleicher & Fliche                  | 1886           |
| Phacidium populi-ovalis                  | Braun                              | 1855           |
| Phacidium pseudophacidioides             | Crous                              | 2014           |
| Phacidium pulverulentum                  | J.C. Schmidt                       | 1817           |
| Phacidium pumilum                        | Desm.                              | 1849           |
| Phacidium quercinum                      | Schwein.                           | 1832           |
| Phacidium ranunculorum                   | Desm.                              |                |
| Phacidium rehmii                         | Feltgen                            |                |
| Phacidium rhododendri                    | Schwein.                           | 1832           |
| Phacidium rhododendri                    | (Rehm) Rehm                        | 1885           |
| Phacidium rimosum                        | R. Ludw.                           | 1859           |
| Phacidium salicinum                      | Fuckel                             | 1871           |
| Phacidium seriatum                       | Fr.                                | 1828           |
| Phacidium sherwoodiae                    | DiCosmo, Nag Raj & W.B. Kendr.     | 1983           |
| Phacidium sibiricum                      | (Sacc.) Mussat                     | 1901           |
| Phacidium sieversiae                     | E. Müll.                           | 1959           |
| Phacidium sinuosum                       | R. Ludw.                           | 1861           |
| Phacidium smilacis                       | Ettingsh.                          | 1867           |
| Phacidium sparsum                        | Peck                               | 1880           |
| Phacidium spectabile                     | Heer                               | 1861           |
| Phacidium sphaeroideum                   | Cooke & Ellis                      | 1878           |
| Phacidium subantarcticum                 | Speg.                              | 1923           |
| Phacidium subcorticale                   | (Fuckel) W.J. Li & K.D. Hyde       | 2020           |
| Phacidium taxi                           | (Fr.) Fr.                          | 1818           |
| Phacidium taxicola                       | Dearn. & House                     | 1926           |
| Phacidium teucrii                        | P. Crouan & H. Crouan              | 1867           |
| Phacidium theae                          | Antonova                           | 1952           |
| Phacidium trichophori                    | Crous & Quaedvl.                   | 2014           |
| Phacidium trigonum                       | Thüm.                              |                |
| Phacidium umbonatum                      | Preuss                             | 1855           |
| Phacidium vaccinii (Bosbesschoteltje)    | Fr.                                | 1823           |
| Phacidium valvatum                       | J.C. Schmidt & Kunze               | 1817           |
| Phacidium verecundum                     | Sacc., E. Bommer & M. Rousseau     | 1890           |
| Phacidium vestergrenii                   | (Rehm) B. Erikss.                  | 1970           |
| Phacidium vincae (Maagdenpalmschoteltje) | Fuckel                             | 1870           |
| Phacidium viride                         | Richon                             | 1889           |